# Ernst af Lippe-Biesterfeld
Ernst Kasimir Friedrich Karl Eberhard, greve til Lippe-Biesterfeld (født 9. juni 1842 i Oberkassel ved Düsseldorf, død 26. september 1904) var greve-regent af Lippe 1897-1904. Han var søn af greve Julius af Lippe-Biesterfeld.
Grev Ernst var en af hovedpersonerne i den lippeske arvefølgestrid. I 1897 lykkedes det Ernst at blive regent for den sindssyge fyrst Karl Alexander af Lippe. Derimod blev slægten Lippe-Biesterfelds arveret til Lippe først anerkendt året efter, at Ernst var død.
Som regent nød Ernst stor folkelig popularitet i Lippe.

## Efterkommere
I 1869 blev Ernst gift med grevinde Karoline grevinde af Wartensleben (1818–1900). De fik seks børn og mange efterkommere:
1. Adelheid Caroline Mathilde Emilie Agnes Ida Sophie (1870–1948), gift med Friedrich prins af Sachsen-Meiningen (1861–1914), søn af hertug Georg II. (Sachsen-Meiningen) (1826–1914)
2. fyrst Leopold 4. af Lippe (1871–1949), frasagde sig tronen i 1918, gift første gang med Berta von Hessen-Philippsthal-Barchfeld (1874–1919), datter af Wilhelm von Hessen-Philippsthal-Barchfeld (1831–1890); gift anden gang med Anna zu Ysenburg-Büdingen (1886-1980), datter af fyrst Bruno Ysenburg-Büdingen (1837-1906)
  1. Ernst (1902–1987) gift første gang med Charlotte Ricken (1900–1974); gift anden gang med Herta Elise Weiland (1911–1970)
    1. Ernst Leopold (født 1940), gift med Katrin Hein (født 1941)
    2. Victoria (1943–1988), gift første gang med Wolfram Wickert (født 1941); gift anden gang med Christoph Pudelko (født 1932)

  2. Leopold Bernhard (1904–1965)
  3. Karoline (1905–1932), gift med Hans Graf von Kanitz (1893–1968)
  4. Chlodwig (1909–2000), gift med Veronika Holl (født 1915)
    1. Winfried Chlodwig (født 1941), gift med Katharine Rochmann (født 1942)

  5. Sieglinde (1915–1942), gift med Friedrich Karl Heldman (1904–1977)
  6. Armin prins til Lippe (født 1924), gift med Traute Becker (født 1925)
    1. Stephan Leopold (født 1959), gift med Maria grevinde til Solms-Laubach (født 1968), datter af grev Otto zu Solms-Laubach (1926–1973) og søsterdatter til Prins Richard af Berleburg
      1. Bernhard Leopold (født 1995)
      2. Heinrich Otto (født 1997)
      3. Wilhelm Benjamin (født 1999)
      4. Luise Anna Astrid Christiane Viktoria (født 2001)
3. Bernhard zur Lippe (1872–1934), gift med Armgard von Sierstorpff-Cramm (1883–1971), datter af friherre Aschwin Thedel Adelbert von Cramm (1846-1909)
  1. Prins Bernhard af Holland (1911–2004), gift med dronning Juliana af Nederlandene (1909–2004), datter af Henrik af Mecklenburg-Schwerin (1876–1934)
    1. dronning Beatrix af Nederlandene (født 1938), gift med Claus van Amsberg (1926–2002)
    2. Irene af Lippe-Biesterfeld (født 1939), gift med Carlos Hugo af Bourbon-Parma (1930-2010)
    3. Margriet af Oranje-Nassau (født 1943), gift med Pieter van Vollenhoven (født 1939)
    4. Christina af Oranje-Nassau (født 1947), gift med Jorge Guillermo (født 1946)

  2. Ernst Aschwin (1914–1988), gift med Simone Arnoux (1915-2001)
4. Karola Elisabeth Alwine Auguste Kyda Leonore Anna (1873–1958)
5. Julius Ernst Rudolf Friedrich Franz Victor (1873–1952), gift med Victoria Marie von Mecklenburg-Strelitz (1878–1948), datter af storhertug Adolf Friedrich V. (Mecklenburg) (1848–1914)
  1. Elisabeth Karoline (1916–??), gift med prins Ernst August von Solms-Braunfels (1892–1968), søn af Hermann von Solms-Braunfels (1845–1900)
  2. Ernst August (1917–1990), gift med Christa von Arnim (født 1923)
6. Matilde Emma Hermine Anna Minna Johanna (1875–1907)

1. ↑  Navnet er anført på engelsk og stammer fra Wikidata hvor navnet endnu ikke findes på dansk.